# Pavel Tsjerenkov
Pavel Aleksejevitsj Tsjerenkov (Russisch: Павел Алексеевич Черенков), ook wel Čerenkov of Cherenkov (Novaja Tsjigla (bij Voronezj), 28 juli [O.S. 5 juli] 1904 – Moskou, 6 januari 1990) was een Sovjet-Russisch natuurkundige.
Hij was een belangrijk kernfysicus en in 1958 kreeg hij de Nobelprijs voor Natuurkunde voor de ontdekking van het naar hem vernoemde tsjerenkov-effect.

## Biografie
Tsjerenkov werd geboren als zoon van Aleksej en Mariya Tsjerenkov, keuterboeren uit de Centraal-Russische oblast Voronezj. Hij studeerde in 1928 af aan de Voronezj Staatsuniversiteit. In 1930 werd hij senior wetenschapsofficier aan het P.N. Lebedev Instituut van de Sovjet-Russische Academie van Wetenschappen.
Datzelfde jaar, 1930, huwde hij Maria Poetinseva, de dochter van hoogleraar Russische literatuur A.M. Poetintsev. Ze kregen twee kinderen, zoon Aleksej en dochter Elena.
In 1940 promoveerde hij in de fysisch-mathematische wetenschap. In 1953 verkreeg hij de positie van hoogleraar in de experimentele natuurkunde in Leningrad (thans Sint-Petersburg), een positie die hij behield tot aan zijn overlijden in 1990.
Werkend onder Sergej Vavilov deed hij onderzoek naar de luminescentie van in zwavelzuur opgeloste uraniumzouten bij radioactieve bestraling. Om dit te meten moest Tsjerenkov 2 tot 2½ uur in een volledig verduisterde kamer verblijven om zijn ogen maximaal te adapteren om zo het zeer zwakke lichtverschijnsel te kunnen waarnemen dat op de grens lag van het menselijke gezichtsvermogen. Tijdens dit onderzoek ontdekte hij in 1934 het effect van de naar hem genoemde tsjerenkov-straling, de vreemde blauwe gloed die radioactieve materialen uitzenden bij onderdompeling in een vloeistof. Het effect wordt in de hoge energiefysica toegepast om geladen deeltjes te detecteren en hun snelheid te meten.

## Erkenning
Tsjerenkov werd tweemaal onderscheiden met de Stalinprijs (voorloper van de latere Staatsprijs van de Sovjet-Unie), in 1946 samen Tamm, Frank en Vavilov en in 1952. In 1977 kreeg hij de USSR Staatsprijs en in 1984 de eretitel "Held van de Socialistische Arbeid". Tsjerenkov was lid van de Communistische Partij.